# Sint-Jan-de-Doperkerk (Welkenraedt)

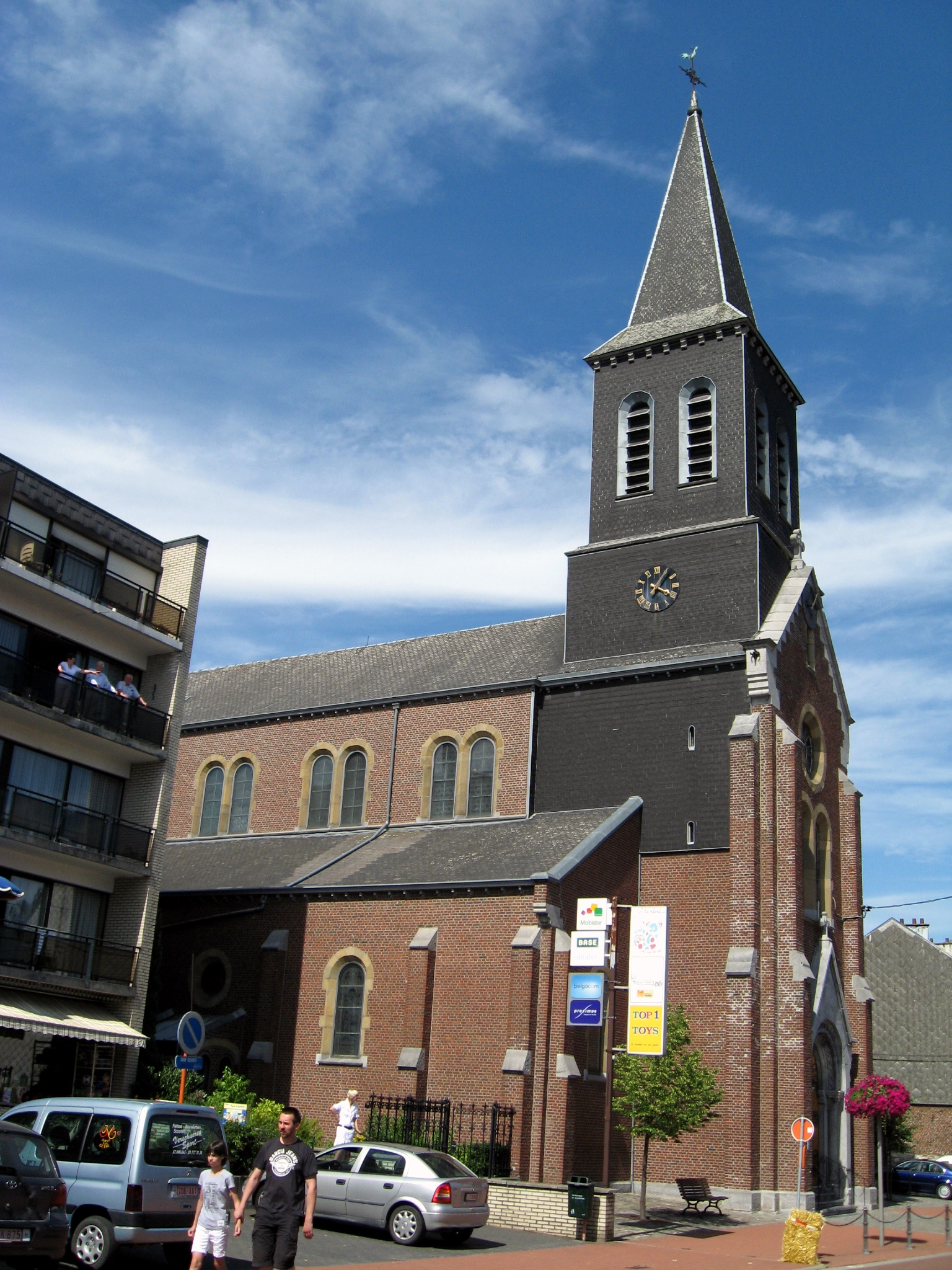
Sint-Jan-de-Doperkerk

De Sint-Jan-de-Doperkerk (Église Saint-Jean-Baptiste) is de parochiekerk van het Belgische dorp Welkenraedt, gelegen aan de Rue de l'Église.

## Geschiedenis
In Welkenraedt bestond reeds een kapel. Nadat deze in 1730 tot parochiekerk werd verheven, werd een nieuwe kerk gebouwd in 1732. Deze werd in 1878 vervangen door een neoromaans bouwwerk, ontworpen door Eugène Halkin. In 1893 werd het neogotisch kerkmeubilair geplaatst, ontworpen door Auguste Vivroux. Het kerkportaal werd in 1903 vernieuwd naar ontwerp van Fernand Lohest.

## Gebouw
Het betreft een bakstenen basilicaal kerkgebouw, met voorgebouwde toren die deels ingesloten is door de zijbeuken. Het middenschip is hoog en smal. De bovenste geledingen van de toren zijn met leien gedekt. De toren wordt gedekt door een vierzijdige spits.